# Zdeněk Mathauser
Zdeněk Mathauser (3. června 1920 Rudolfov, okr. České Budějovice – 27. května 2007 Praha) byl český vysokoškolský učitel, rusista, dále pak estetik a literární vědec. Byl členem Pražského lingvistického kroužku.

## Život a dílo
Ve 40. letech 20. století vystudoval filozofii a ruštinu na Filozofické fakultě Univerzity Karlovy v Praze. Profesorem pro obor dějiny ruské literatury byl jmenován v roce 1967.
Jeho manželkou byla rusistka prof. Světla Mathauserová.

### Publikační činnost (výběr)
- Náprava věcí estetických, Umění. krása, šeredno. Texty z estetiky 20. století. Editor Vlastimil Zuska. Karolinum, Praha 2003
- Básnivé nápovědi Husserlovy fenomenologie, Praha: Filosofia 2006,